# Melladaze
Melladaze — англо-ірландський жіночий співочо-танцювальний гурт, створений в 2020 році на британському конкурсі талантів від BBC One «Little Mix: The Search». До складу гурту входять Айслі Моран, Еллі Аллен, Лоурен Боурі, Лів Ейдам і Меган Вілан.

## Історія

### 2020: Історія створення та участь в «Little Mix: The Search»
Гурт був створений у 2020 році на конкурсі талантів від BBC One «Little Mix: The Search», після прослуховувань кандидаток у категорії дівчат-танцюристок. На онлайн-прослуховуванні Little Mix відібрали дівчат, які вміли однаково добре співати й танцювати, зокрема Ейслі, Еллі, Лорен, Лів та Меган. Опісля цього всі п’ятеро пройшли прослуховування віч-на-віч перед Little Mix, як судді, і зустрілися у кімнаті гуртів. Коли всі обрані конкурсантки зібралися в залі оркестру, їх запросили на сцену репетицій, де ще раз оцінили, але вже під час колективного співу. Останнім відбором, перед формуванням остаточного складу гурту, був виступ перед живою авдиторією. Його пройшли Ейслі, Еллі, Лорен, Лів та Меган, які надалі виступали під назвою Melladaze. Після створення гурту та під час проведення шоу учасниці жили разом протягом восьми тижнів.
У першому прямому ефірі гурт виконав мешап пісень "Sucker" і "Get Right", за що отримав 21 бал від Джейд Тірволл, 19 — від Лі-Енн Піннок, 18 — від Перрі Едвардс і 19 — від Джесі Нельсон. На шоу учасники максимум могли набрати 100 балів за виступ, таким чином максимальний результат, який можливо було отримати від однієї судді — 25 балів. В результаті Melladaze набрав 77% від 100. Через це гурт ризикував залишити шоу і змушений був боротися за змогу продовжити участь в «Little Mix: The Search» з гуртом Jasper Blue. Melladaze був врятований рішенням Little Mix після кавер-версії "We Got Love" і отримав можливість вийти до півфіналу.
У півфіналі, після бадьорої розмови із Зарою Ларссон, гурт виконав мешап пісень «Kings & Queens» та «Where Have You Been». Він посів друге місце в таблиці лідерів з результатом 92%, отримавши 23 балів від Лі-Енн, 24 — від Джейд, 22 — від Джесі та 23 — від Перрі. Цей результат дозволив Melladaze вийти у фінал.
Перед своїм першим виступом у фіналі учасниці Melladaze особисто поспілкувалися з Little Mix і отримали поради. Потім гурт виконав мешап пісень «Confident» і «Kill This Love». Не дивлячись на те, що голоси суддів не мали значення у фіналі, адже рішення приймали глядачі, Перрі оцінила перший виступ Melladaze у 92%, тоді як Джейд — у 93%, а Лі-Енн — 94%. Другим, і водночас останнім, виступом був кавер на пісню «Get Lucky». За цей виступ гурт отримав оцінку 95% від Джейд, 93% — від Перрі й 96% — від Лі-Енн. Джесі не оцінювала фіналістів, бо була відсутня під час фіналу. В таблиці лідерів фіналу Melladaze посіли четверте місце, зрештою програвши гурту-переможцю Since September.

### 2021 — теперішній час: нові пісні
Учасниці Melladaze оголосили про свій дебютний сингл «I H8 U» на власних сторінках в соціальних мережах у жовтні 2021 року. Пісню було оприлюднено 22 жовтня того ж року.
Журнал The Honey Pop описав сингл як «гімн розлучень», а Teen Vogue опублікував цитату від учасниць гурту в день випуску пісні: «Ми хотіли написати про реалії розриву. Ти ненавидиш свого колишнього, але водночас сумуєш за ним! Всі переживають важкі часи в певні періоди свого життя, і ми хотіли, щоб наші шанувальники почули таку пісню й відчули підбадьорення. Ми багато працювали, щоб знайти ідеальну композицію для нашого першого релізу. В нас було кілька варіантів, але ми їх відкинули як тільки, під час однієї зустрічі, написали «I H8 U». Тоді й стало зрозуміло — це саме те, що ми шукали».

## Учасниці
Айслі Моран (англ. Aisli Moran) народилась 5 травня 2002 року в Кіліні, Дублін, Ірландія. Великий вплив на дівчину здійснила її сім’я: саме батьки та сестри заохотили Айслі до уроків музики.
Пройти прослуховування дівчині порадила мати, яка завжди була її головною підтримкою. До шоу Айслі пройшла разом з двома іншими ірландками: Меган Вілан, яка в подальшому стала її співгрупницею, та Тамарою Сальмон, яка була в дівочій вокальній категорії.
Після шоу Айслі, одночасно з участю в гурті, продовжує вдосконалюватись та ходить на щотижневі танцювальні заняття.
Еллі Аллен (англ. Ellie Allen) народилась 5 травня 2002 року в Борнмуті, Англія. Там же живе з матір’ю та двома братами. До того, як взяла участь в шоу «Little Mix: The Search» працювала в місцевому супермаркеті.
Лоурен Боурі (англ. Lauren Bowry) народилась 24 березня 2001 року в Кройдоні, Англія. Співати почала завдяки своєму дідусю, який полюбляв співи та караоке, саме він заохотив дівчину до музики. Вищу освіту отримала в галузі театру, роблячи акцент на танці й моду.
Окрім участі в «Little Mix: The Search» дівчина також була на таких шоу як «Stage school» (2017) та «Saturday Mash-Up» (2021).
Олівія (Лів) Ейдам (англ. Olivia Aidam) народилась 19 листопада 2001 року в Ессексі, Англія. З самого дитинства дівчина співала в місцевому церковному хорі. Під час одного такого виїздного концерту до Вест-Енду талант дівчини помітила актрисса та письменниця Полін Куірк. Вона запропонувала Олівії навчання в своїй академії, яке передбачувало стипендію.
Меган Вілан (англ. Megan Whelan) народилась 11 червня 2001 року в Іст-Уоллі, Дублін, Ірландія. Ще з дитинства Меган захоплювалася співом і танцями, й завжди мріяла потрапити в музичну індустрію. Певний час вона була моделлю та працювала з брендом нижньої білизни Lounge.
На шоу «Little Mix: The Search» дівчина потрапила завдяки своїй вчительці музики, яка заохотила її взяти участь.
Паралельно з участю в дівочому гурті дівчина влаштовує зустрічі зі своїми прихильниками, проводячи безкоштовні уроки танців щовихідних. Таким чином Меган прагне надати підліткам мотиваційний поштовх для подальшого розвитку. Вона лише нещодавно закінчила вивчати театральне мистецтво в коледжі, й наразі працює там же неповний робочий день секретаркою та викладачкою танців.

## Дискографія

### Сингли
| Назва    | Рік  | Альбом |
| -------- | ---- | ------ |
| «I H8 U» | 2021 | TBA    |